# Elia Kazan
Ilías Kazantzóglu (em grego:  Ηλίας Καζαντζόγλου) (Constantinopla, 7 de setembro de 1909 — Nova Iorque, 28 de setembro de 2003) foi um cineasta greco-americano. Célebre por revelar Marlon Brando e James Dean. É considerado um dos grandes diretores da história do cinema. Sobre ele escreveu o The New York Times: "um dos diretores mais honrados e influentes da história da Broadway e de Hollywood. Porém ficou marcado também por prejudicar seus próprios colegas de trabalho ao denunciá-los como comunistas, fazendo-os serem incluídos na famigerada lista negra de Hollywood.

## Biografia
Filho de gregos de Constantinopla, a capital do então Império Otomano (antecessor da atual Turquia), Elia Kazan foi um notório diretor do teatro da Broadway na década de 1940. Mais tarde desenvolveu, também, uma bem sucedida carreira no cinema.
Como ex-membro do Partido Comunista dos Estados Unidos, onde participou de 1934 até 1936, denunciou colegas do antigo partido ao Comitê de Investigações de Atividades Antiamericanas em 1952. Ele deu o nome de oito outros membros do partido, assim sendo criticado por diversas pessoas ligadas as artes, por décadas. Por este motivo, deixou de ser aplaudido por Ed Harris, Nick Nolte, Holly Hunter, Ian McKellen e Ed Begley Jr. durante a cerimônia em que recebeu um Oscar honorário pelo conjunto da obra. Outros artistas, como Sean Penn (cujo pai foi vítima do macartismo), Richard Dreyfuss e Rod Steiger foram a público declarar sua oposição à decisão da Academia de Artes e Ciências Cinematográficas. Sobre seu testemunho no Comitê, Orson Welles teria dito: "Kazan trocou a alma por uma piscina".
Os defensores de Kazan consideram absurdo dizer que ele pessoalmente tenha destruído carreiras pois os nomes que forneceu já estavam na lista negra do Comitê. Mas outros acreditam que, ao dar as informações, ele tacitamente deu seu apoio ao macartismo.
Depois dos cinquenta anos, Kazan passou a escrever literatura, tendo pelo menos de suas obras sido transformadas em filme: América, América, no cinema como Terra do sonho distante e The arrengement, O compromisso, no cinema como  Movidos pelo ódio.
Elia Kazan tem seu nome na Calçada da Fama, no número 6800 do Hollywood Boulevard.

## Filmografia
- 1976 – The Last Tycoon (br / pt: O último magnata)
- 1972 – The Visitors (br: Os visitantes)
- 1969 – The Arrangement (br: Movidos pelo ódio / pt: O compromisso)
- 1963 – America, America (br: Terra de um sonho distante / pt: América, América)
- 1961 – Splendor in the Grass (br: Clamor do sexo / pt: Esplendor na relva)
- 1960 – Wild River (br /pt: Rio violento)
- 1957 – A Face in the Crowd (br / pt: Um rosto na multidão)
- 1956 – Baby Doll (br: Boneca de carne / pt: A voz do desejo)
- 1955 – East of Eden (br: Vidas amargas / pt: A leste do paraíso)
- 1954 – On the Waterfront (br: Sindicato de ladrões / pt: Há lodo no cais)
- 1953 – Man on a Tightrope (br: Os saltimbancos / pt.: Salto mortal)
- 1952 – Viva Zapata! (br / pt: Viva Zapata!)
- 1951 – A Streetcar Named Desire (br: Uma rua chamada pecado / pt: Um eléctrico chamado desejo)
- 1950 – Panic in the Streets (br / pt: Pânico nas ruas)
- 1949 – Pinky (br: O que a carne herda)
- 1947 – Gentleman's Agreement (br: A luz é para todos)
- 1947 – Boomerang! (br: O justiceiro)
- 1947 – The Sea of Grass (br: Mar verde / pt: Terra de ambições)
- 1945 – A Tree Grows in Brooklyn (br: Laços humanos)
- 1937 – The People of the Cumberland (curta-metragem)

## Prêmios
Oscar
- 1948: Melhor diretor – Gentleman's Agreement
- 1955: Melhor diretor – On the Waterfront
- 1999: Oscar honorário

Globo de Ouro
- 1948: Melhor diretor – Gentleman's Agreement
- 1955: Melhor diretor – On the Waterfront
- 1957: Melhor diretor – Baby Doll
- 1964: Melhor diretor – America, America

Prêmio Bodil
- 1955: Melhor filme americano – On the Waterfront
- 1958: Melhor filme americano – East of Eden

Festival de Cannes
- 1955: Melhor filme dramático – East of Eden (vencedor)

Festival de Veneza
- 1955: Prêmio OCIC – On the Waterfront
- 1954: Leão de Prata – On the Waterfront
- 1954: Prêmio dos críticos de cinema italianos – On the Waterfront
- 1951: Prêmio especial do júri – A Streetcar Named Desire
- 1950: Prêmio internacional – Panic in the Streets

Festival de Berlim
- 1953: Prêmio especial do senado de Berlim – Man on a Tightrope
- 1996: Urso de Ouro honorário